# Etmopterus schmidti
Etmopterus schmidti es una especie de pez de la familia Dalatiidae en el orden de los Squaliformes.